# World Series of Poker 2009

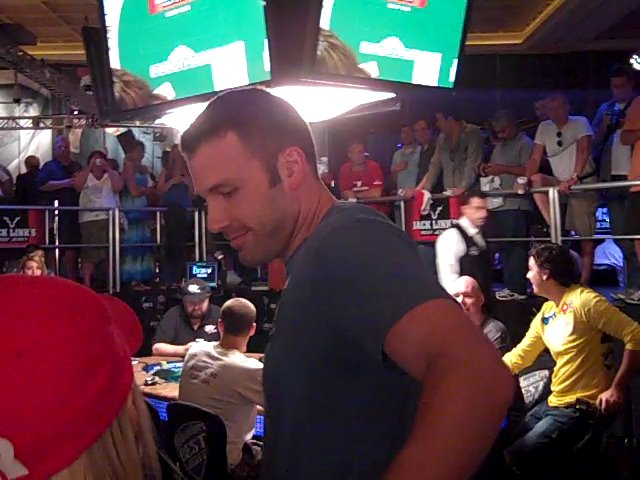
Ben Affleck présent pendant l'évènement

Les World Series of Poker 2009 est l'édition des World Series of Poker qui se déroule en 2009.
Le tournoi a débuté le 26 mai et se termine le 15 juillet à l'exception de l'épreuve du 10 000 $ no-limit Texas hold'em qui s'acheve juste avant que les joueurs rejoignent la table finale. La finale du Main Event est repoussée au 7 novembre pour des raisons télévisuelles. Toutes les épreuves se sont tenues au Rio All Suite Hotel and Casino de Las Vegas (Nevada, États-Unis).

## Tournois
| #  | Tournois                                                             | Entrants | Vainqueur         | Prix        | Finaliste            |
| -- | -------------------------------------------------------------------- | -------- | ----------------- | ----------- | -------------------- |
| 1  | 500 $ Casino Employees No Limit Hold'em                              | 866      | Andrew Cohen      | 83 778 $    | Paul Peterson        |
| 2  | 40 000 $ No Limit Hold'em                                            | 201      | Vitaly Lunkin     | 1 891 012 $ | Isaac Haxton         |
| 3  | 1 500 $ Omaha Hi-Low Split-8 or Better                               | 918      | Thang Luu         | 263 135 $   | Ed Smith             |
| 4  | 1 000 $ No Limit Hold'em                                             | 6,012    | Steve Sung        | 771 106 $   | Peter Vilandos       |
| 5  | 1 500 $ Pot Limit Omaha                                              | 809      | Jason Mercier     | 237 415 $   | Steven Burkholder    |
| 6  | 10 000 $ World Championship Seven Card Stud                          | 142      | Freddie Ellis     | 373 744 $   | Eric Drache          |
| 7  | 1 500 $ No Limit Hold'em                                             | 2,791    | Travis Johnson    | 666 853 $   | Steve Karp           |
| 8  | 2 500 $ 2-7 Draw Lowball                                             | 147      | Phil Ivey         | 96 361 $    | John Monnette        |
| 9  | 1 500 $ No Limit Hold'em Short Handed                                | 1,459    | Ken Aldridge      | 428 259 $   | Carman Cavella       |
| 10 | 2 500 $ Pot Limit Hold'em/Omaha                                      | 453      | Rami Boukai       | 244 862 $   | Najib Bennani        |
| 11 | 2 000 $ No Limit Hold'em                                             | 1,646    | Anthony Harb      | 569 199 $   | Peter Rho            |
| 12 | 10 000 $ World Championship Mixed Event                              | 194      | Ville Wahlbeck    | 492 375 $   | David Chiu           |
| 13 | 2 500 $ No Limit Hold'em                                             | 1,088    | Keven Stammen     | 506 786 $   | Angel Guillen        |
| 14 | 2 500 $ Limit Hold'em Short Handed                                   | 367      | Brock Parker      | 223 688 $   | Daniel Negreanu      |
| 15 | 5 000 $ No Limit Hold'em                                             | 655      | Brian Lemke       | 692 658 $   | Fabian Quoss         |
| 16 | 1 500 $ Seven Card Stud                                              | 359      | Jeff Lisandro     | 124 959 $   | Rodney H. Pardey     |
| 17 | 1 000 $ Ladies No Limit Hold'em World Championship                   | 1,060    | Lisa Hamilton     | 195 390 $   | Lori Bender          |
| 18 | 10 000 $ World Championship Omaha Hi-Low Split-8 or Better           | 179      | Daniel Alaei      | 445 898 $   | Scott Clements       |
| 19 | 2 500 $ No Limit Hold'em Short Handed                                | 1,068    | Brock Parker      | 552 745 $   | Joe Serock           |
| 20 | 1 500 $ Pot Limit Hold'em                                            | 633      | J.P. Kelly        | 194 434 $   | Marc Tschirch        |
| 21 | 3 000 $ H.O.R.S.E.                                                   | 452      | Zac Fellows       | 311 899 $   | James Van Alstyne    |
| 22 | 1 500 $ No Limit Hold'em Shootout                                    | 1,000    | Jeff Carris       | 313 673 $   | Jason Somerville     |
| 23 | 10 000 $ World Championship 2-7 Draw Lowball                         | 96       | Nick Schulman     | 279 742 $   | Ville Wahlbeck       |
| 24 | 1 500 $ No Limit Hold'em                                             | 2,506    | Peter Vilandos    | 607 256 $   | Andy Seth            |
| 25 | 2 500 $ Omaha/Seven Card Stud Hi-Low-8 or Better                     | 376      | Phil Ivey         | 220 538 $   | Ming Lee             |
| 26 | 1 500 $ Limit Hold'em                                                | 643      | Tomas Alenius     | 197 488 $   | Jason Tam            |
| 27 | 5 000 $ Pot Limit Omaha Hi-Low Split-8 or Better                     | 198      | Roland De Wolfe   | 246 616 $   | Brett Richey         |
| 28 | 1 500 $ No Limit Hold'em                                             | 2,638    | Mike Eise         | 639 331 $   | Jeff Chang           |
| 29 | 10 000 $ World Championship Heads Up No Limit Hold'em                | 256      | Leo Wolpert       | 625 682 $   | John Duthie          |
| 30 | 2 500 $ Pot Limit Omaha                                              | 436      | J.C. Tran         | 235 685 $   | Jeff Kimber          |
| 31 | 1 500 $ H.O.R.S.E.                                                   | 770      | James Van Alstyne | 247 033 $   | Tad Jurgens          |
| 32 | 2 000 $ No Limit Hold'em                                             | 1,534    | Ángel Guillén     | 530 548 $   | Mika Paasonen        |
| 33 | 10 000 $ World Championship Limit Hold'em                            | 185      | Greg Mueller      | 460 836 $   | Pat Pezzin           |
| 34 | 1 500 $ No Limit Hold'em                                             | 2,095    | Eric Baldwin      | 521 932 $   | Jonas Klausen        |
| 35 | 5 000 $ Pot Limit Omaha                                              | 363      | Richard Austin    | 409 484 $   | Sorel Mizzi          |
| 36 | 2 000 $ No Limit Hold'em                                             | 1,695    | Jordan Smith      | 586 212 $   | Ken Lennaárd         |
| 37 | 10 000 $ World Championship Seven Card Stud Hi-Low Split-8 or Better | 164      | Jeff Lisandro     | 431 656 $   | Farzad Rouhani       |
| 38 | 2 000 $ Limit Hold'em                                                | 446      | Marc Naalden      | 190 770 $   | Steven Cowley        |
| 39 | 1 500 $ No Limit Hold'em                                             | 2,715    | Ray Foley         | 657 969 $   | Brandon Cantu        |
| 40 | 10 000 $ World Championship Pot Limit Omaha                          | 295      | Matt Graham       | 679 379 $   | Vitaly Lunkin        |
| 41 | 5 000 $ No Limit Hold'em Shootout                                    | 280      | Peter Traply      | 348 728 $   | Andrew Lichtenberger |
| 42 | 2 500 $ Mixed Event                                                  | 412      | Jerrod Ankenman   | 241 637 $   | Sergey Altbregin     |
| 43 | 1 000 $ Seniors No Limit Hold'em World Championship                  | 2,707    | Michael Davis     | 437 358 $   | Scott Buller         |
| 44 | 2 500 $ Razz                                                         | 315      | Jeff Lisandro     | 188 370 $   | Michael Craig        |
| 45 | 10 000 $ World Championship Pot Limit Hold'em                        | 275      | John Kabbaj       | 633 335 $   | Kirill Gerasimov     |
| 46 | 2 500 $ Omaha Hi-Low Split-8 or Better                               | 424      | Derek Raymond     | 229 192 $   | Mark Tenner          |
| 47 | 2 500 $ Mixed Hold'em                                                | 527      | Bahador Ahmadi    | 278 804 $   | John McGuiness       |
| 48 | 1 500 $ Pot Limit Omaha Hi-Low Split-8 or Better                     | 762      | Brandon Cantu     | 228 867 $   | Lee Watkinson        |
| 49 | 50 000 $ World Championship H.O.R.S.E.                               | 95       | David Bach        | 1 276 802 $ | John Hanson          |
| 50 | 1 500 $ Limit Hold'em Shootout                                       | 572      | Greg Mueller      | 194 854 $   | Marc Naalden         |
| 51 | 1 500 $ No Limit Hold'em                                             | 2,781    | Carsten Joh       | 664 426 $   | Andrew Chen          |
| 52 | 3 000 $ Triple Chance No Limit Hold'em                               | 854      | Jorg Peisert      | 506 800 $   | Jason DeWitt         |
| 53 | 1 500 $ Seven Card Stud Hi-Low-8 or Better                           | 467      | David Halpern     | 159 390 $   | William Kohler       |
| 54 | 1 500 $ No Limit Hold'em                                             | 2,818    | Tony Veckey       | 673 276 $   | Jason Wheeler        |
| 55 | 2 500 $ 2-7 Triple Draw Lowball                                      | 257      | Abe Mosseri       | 165 521 $   | Masayoshi Tanaka     |
| 56 | 5 000 $ No Limit Hold'em Short Handed                                | 928      | Matt Hawrilenko   | 1 003 163 $ | Josh Brikis          |
| 57 | 10 000 $ World Championship No Limit Hold'em                         | 6,494    | Joe Cada          | 8 546 435 $ | Darvin Moon          |

## Main Event
| Place | Joueur           | Prix        |
| ----- | ---------------- | ----------- |
| 1er   | Joe Cada         | 8 546 435 $ |
| 2e    | Darvin Moon      | 5 182 601 $ |
| 3e    | Antoine Saout    | 3 479 485 $ |
| 4e    | Eric Buchman     | 2 502 787 $ |
| 5e    | Jeff Shulman     | 1 953 395 $ |
| 6e    | Steven Begleiter | 1 587 133 $ |
| 7e    | Phil Ivey        | 1 404 002 $ |
| 8e    | Kevin Schaffel   | 1 300 228 $ |
| 9e    | James Akenhead   | 1 263 602 $ |